# Gáztőzsde
A gáztőzsde egy olyan energiatőzsde, melyen földgáztermékek kereskedelme folyik. Ilyen földgáztermékek vonatkozhatnak kifejezetten földgázmennyiségre, kapacitásra, vagy ezek együttesére. Magyarországon a gáztőzsde szerepét az NFKP, a Napi Földgáz- és Kapacitáskereskedelmi Piac és a CEEGEX, Közép-Kelet-Európai Szervezett Földgázpiac Zártkörűen Működő Részvénytársaság (CEEGEX Zrt.) tölti be, melyen csak és kizárólag a földgázszállító, a rendszerirányító, és a földgáz-kereskedelmi engedélyesek lehetnek jelen. Üzemeltetője az FGSz Földgázszállító Zrt. Az elszámolóház feladatkörét a Keler KSZF Kft. látja el. Az NFKP-n jelenleg alkalmazott termékek:
- MGP: A virtuális kereskedelmi ponton értelmezett napi földgázmennyiség. A megkötött ügyletekben az eladó, és a vevő egyaránt energiakereskedő.
- HEG (Hidraulikai Egyensúlyozó Gáz): Kifejezetten szállítórendszeri egyensúlyozás céljából alkalmazott órai földgázmennyiség. A megkötött ügyletekben az egyik fél mindig a földgázszállító-rendszerirányító, a másik mindig egy energiakereskedő.
- HEGO (Hidraulikai Egyensúlyozó Gáz Opció): Olyan, az energiakereskedő által a földgázszállító részére eladásra v. vételre felkínált napi földgázmennyiség, amelyet a földgázszállító a tény mérési adatok alapján allokáláskor használ fel preferenciái szerint.
- KFRE (Kapacitásfüggetlen Rugalmassági Eszköz): A HEGO olyan változata, melynek keretében a kereskedőnek ajánlattételkor nem kell feltétlenül a felkínált földgázmennyiség szállításához szükséges kapacitással rendelkeznie. A KFRE egy olyan termék, amely mind egy felkínált földgázmennyiséget, mind egy annak szállításához szükséges kapacitásmennyiséget magába foglal.
- KAP (Kapacitás): Szállítórendszeri hálózati pontokon értelmezett kapacitásmennyiség. A megkötött ügyletekben az eladó, és a vevő egyaránt energiakereskedő.

2018-tól a kereskedett fizikai leszállítású határidős (Physical Futures; PhF) ügyletek kezelését a HUDEX energiatőzsde látja el.